# فرودگاه صحرایی انویوتاک اگزیلیری
فرودگاه صحرایی انویوتاک اگزیلیری (به انگلیسی: Enewetak Auxiliary Airfield) یک فرودگاه خصوصی با کد یاتا ENT است که یک باند فرود آسفالت دارد و طول باند آن ۲۳۴۷ متر است. این فرودگاه در کشور جزایر مارشال قرار دارد و در ارتفاع ۴ متر بالاتر از سطح دریا واقع شده است.

## شرکت‌های هواپیمایی و مقصدهای پروازی
| شرکت‌های هواپیمایی        | مقصدهای پروازی                       |
| ------------------------ | ------------------------------------ |
| Caroline Islands Air     | چارتر: Pohnpei                       |
| ال‌ای‌ام موزامبیک ایرلاینز | صحرایی ارتشی بوچولز، اس جزیره مارشال |